# Kollemorten
Kollemorten is een plaats in de Deense regio Zuid-Denemarken, gemeente Vejle. De plaats telt 346 inwoners (2008). Kollemorten ligt aan de voormalige spoorlijn Horsens - Thyregod. Het stations gebouw is bewaard gebleven.